# Gordon Hollingshead
Gordon Hollingshead est un producteur et acteur américain né le 8 janvier 1892 à Garfield, New Jersey (États-Unis), mort le 8 juillet 1952 à Balboa (en) (États-Unis).

## Filmographie

### comme producteur
- 1934 : Morocco Nights
- 1935 : Capitaine Blood (Captain Blood)
- 1936 : The Sunday Round-Up
- 1937 : The Romance of Robert Burns
- 1937 : The Romance of Louisiana
- 1937 : Voleurs d'or (en) (Blazing Sixes) de Noel M. Smith
- 1937 : Crime au Far West (en) (Empty Holsters) de B. Reeves Eason
- 1937 : Prairie Thunder
- 1938 : Vitaphone Pictorial Revue No. 12
- 1939 : The Man Who Dared de Crane Wilbur
- 1939 : Les Fils de la Liberté (Sons of Liberty) (court-métrage)
- 1939 : Quiet, Please
- 1939 : The Bill of Rights
- 1939 : Rubinoff and His Violin
- 1939 : American Saddle Horses
- 1940 : Just a Cute Kid
- 1940 : Henry Busse and His Orchestra
- 1940 : Teddy the Rough Rider
- 1940 : Cinderella's Feller
- 1940 : Matty Malneck and His Orchestra
- 1940 : Dogs You Seldom See
- 1940 : Alice in Movieland
- 1940 : Diary of a Racing Pigeon
- 1941 : The Gay Parisian
- 1941 : Jan Garber and His Orchestra
- 1941 : Freddie Martin and His Orchestra
- 1941 : Marie Green and Her Merry Men
- 1941 : Big Bill Tilden
- 1941 : Here Comes the Cavalry (en)
- 1941 : Lions for Sale
- 1941 : Minstrel Days
- 1941 : University of Southern California Band and Glee Club
- 1941 : The Tanks Are Coming
- 1941 : At the Stroke of Twelve
- 1942 : The United States Army Air Force Band
- 1942 : Calling All Girls
- 1942 : Soldiers in White
- 1942 : Shoot Yourself Some Golf
- 1942 : California Junior Symphony
- 1942 : Spanish Fiesta
- 1942 : March On, America!
- 1942 : Diviser pour régner (Divide and Conquer)
- 1942 : Beyond the Line of Duty
- 1942 : The United States Marine Band
- 1942 : So You Want to Give Up Smoking
- 1942 : So You Think You Need Glasses
- 1943 : Women at War
- 1943 : The Voice That Thrilled the World
- 1943 : The United States Navy Band
- 1943 : The United States Army Band
- 1943 : The Rear Gunner (en)
- 1943 : Three Cheers for the Girls
- 1943 : All-Star Melody Masters
- 1943 : Mechanized Patrolling
- 1943 : Oklahoma Outlaws
- 1943 : Cavalcade of Dance
- 1943 : Wagon Wheels West
- 1943 : Food and Magic
- 1943 : Over the Wall
- 1944 : Report from the Front
- 1944 : Gun to Gun
- 1944 : Révolte dans la vallée (Roaring Guns)
- 1944 : South American Sway
- 1944 : Wells Fargo Days
- 1944 : Jammin' the Blues
- 1944 : Road to Victory
- 1944 : Trial by Trigger
- 1944 : Songs of the Range
- 1944 : Junior Jive Bombers
- 1944 : Bob Wills and His Texas Playboys
- 1944 : Musical Movieland
- 1944 : Proudly We Serve
- 1944 : I Won't Play
- 1945 : Story of a Dog
- 1945 : Spade Cooley Band
- 1945 : Musical Mexico
- 1945 : Law of the Badlands
- 1945 : The Forest Commandos
- 1945 : Circus Band
- 1945 : Barber Shop Ballads
- 1945 : Rhythm of the Rhumba
- 1945 : Plantation Melodies
- 1945 : Spade Cooley: King of Western Swing
- 1945 : Here Come the Navy Bands
- 1945 : Musical Novelties
- 1945 : Star in the Night
- 1945 : Frontier Days
- 1945 : All Star Musical Revue
- 1945 : Fashions for Tomorrow
- 1945 : So You Think You're Allergic
- 1945 : Music of the Americas
- 1945 : Days of '76
- 1946 : Cavalcade of Archery
- 1946 : Headline Bands
- 1946 : Movieland Magic
- 1946 : Jan Savitt and His Band
- 1946 : A Boy and His Dog
- 1946 : Rhythm on Ice
- 1946 : Smart as a Fox
- 1946 : Facing Your Danger
- 1946 : Dixieland Jamboree
- 1946 : Adventures in South America
- 1946 : So You Want to Play the Horses
- 1946 : Desi Arnaz and His Orchestra
- 1946 : So You Want to Keep Your Hair
- 1946 : So You Think You're a Nervous Wreck
- 1947 : Battle of Champs
- 1947 : Stan Kenton and His Orchestra
- 1947 : So You're Going to Be a Father
- 1947 : So You Want to Be in Pictures
- 1947 : So You're Going on a Vacation
- 1947 : Hollywood Wonderland
- 1947 : So You Want to Be a Salesman
- 1947 : Let's Sing a Song of the West
- 1947 : So You Want to Hold Your Wife
- 1947 : Let's Sing an Old Time Song
- 1948 : Cinderella Horse
- 1948 : Calgary Stampede
- 1948 : So You Want an Apartment
- 1948 : Let's Sing a Song About the Moonlight
- 1948 : So You Want to Be a Gambler
- 1948 : Let's Sing a Stephen Foster Song
- 1948 : So You Want to Build a House
- 1948 : Let's Go Swimming
- 1948 : So You Want to Be a Detective
- 1948 : Let's Sing a Song from the Movies
- 1948 : Let's Sing Grandfather's Favorites
- 1948 : So You Want to Be in Politics
- 1948 : So You Want to Be on the Radio
- 1949 : Snow Carnival
- 1949 : So You Want to Be a Baby-Sitter
- 1949 : So You Want to Be Popular
- 1949 : Treachery Rides the Trail
- 1949 : So You Want to Be a Muscle Man
- 1949 : So You're Having In-Law Trouble
- 1949 : So You Want to Get Rich Quick
- 1949 : So You Want to Be an Actor
- 1950 : My Country 'Tis of Thee
- 1950 : Grandad of Races
- 1950 : The Grass Is Always Greener
- 1950 : So You Think You're Not Guilty
- 1950 : So You Want to Hold Your Husband
- 1950 : So You Want to Move
- 1950 : So You Want a Raise
- 1950 : So You're Going to Have an Operation
- 1951 : The Seeing Eye
- 1951 : So You Want to Be a Handyman
- 1951 : The Screen Director
- 1951 : So You Want to Be a Cowboy
- 1951 : So You Want to Be a Paperhanger
- 1951 : So You Want to Buy a Used Car
- 1951 : So You Want to Be a Bachelor
- 1951 : So You Want to Be a Plumber
- 1952 : Thar She Blows!
- 1952 : Desert Killer
- 1952 : So You Want to Get It Wholesale
- 1952 : So You Want to Enjoy Life
- 1952 : No Pets Allowed
- 1952 : So You're Going to a Convention
- 1952 : So You Never Tell a Lie
- 1952 : So You're Going to the Dentist
- 1952 : So You Want to Wear the Pants
- 1953 : So You Want to Learn to Dance (en)
- 1953 : So You Want a Television Set
- 1953 : So You Love Your Dog

### comme acteur
- 1914 : When Vice Shuddered